# Rypefjord
Rypefjord är en tätort i Hammerfests kommun i Finnmark fylke i norra Norge. Orten ligger vid riksväg 94, söder om kommunens centralort Hammerfest.